# Physella natricina
Physella natricina es una especie de molusco gasterópodo de la familia Physidae en el orden de los Basommatophora.

## Distribución geográfica
Es endémica de Estados Unidos.    